# Nadzór (film)
Nadzór – polski film psychologiczno-obyczajowy w reżyserii i ze scenariuszem Wiesława Saniewskiego. Zdjęcia powstały w Warszawie (areszt śledczy na Grochowie) oraz w zakładzie karnym we Wronkach.

## Obsada
- Teresa Sawicka – Beata
- Justyna Kulczycka – Justyna
- Adam Ferency – Adam Małosz
- Elżbieta Zającówna – Alicja Krawiec
- Grażyna Szapołowska – wychowawczyni
- Ewa Szykulska – Stacha Wilecka
- Ewa Błaszczyk – Klara Małosz
- Ewa Ziętek – Tonia
- Gabriela Kownacka – Danusia
- Janina Nowicka – dyrektorka Domu Dziecka
- Alicja Migulanka – strażniczka Wala
- Małgorzata Pieczyńska – Cyganka
- Jan Frycz – więzień

## Opis fabuły
Klara Małosz otrzymuje karę dożywocia za udział w aferze gospodarczej. W więziennej rzeczywistości rodzi córeczkę, która zostaje oddana na wychowanie matce męża.  Po odbyciu kary w karcerze Klara dowiaduje się, że zgodnie ze zmianami w prawie dożywocie zostało zamienione na 25 lat więzienia. Okazuje się, że mąż sprowadził do domu kochankę.

## Nagrody

### Złote Lwy
1985:
- Brązowe Lwy Gdańskie — Najlepsza główna rola kobieca (1980, 1981, 1982-89) Ewa Błaszczyk[2]
- Brązowe Lwy Gdańskie — Najlepsze zdjęcia (1980, 1981, 1982-89) Witold Adamek także za: Yesterday (1984), Baryton (1984)[2]
- Brązowe Lwy Gdańskie — Najlepszy debiut reżyserski (1979) Wiesław Saniewski[2]

### LLF
- 1986: Złote Grono — Najlepsza rola kobieca Grażyna Szapołowska[2]
- 1984: Nagroda Don Kichota — Najlepszy film Wiesław Saniewski[2]

### Złote Kaczki
- 1986: Złota Kaczka — Najlepsza aktorka Grażyna Szapołowska[2]